# Японская ассоциация сёги
Японская ассоциация сёги (яп. 日本将棋連盟 Нихон сё:ги рэммэй) — организация, объединяющая профессиональных игроков в сёги в Японии.

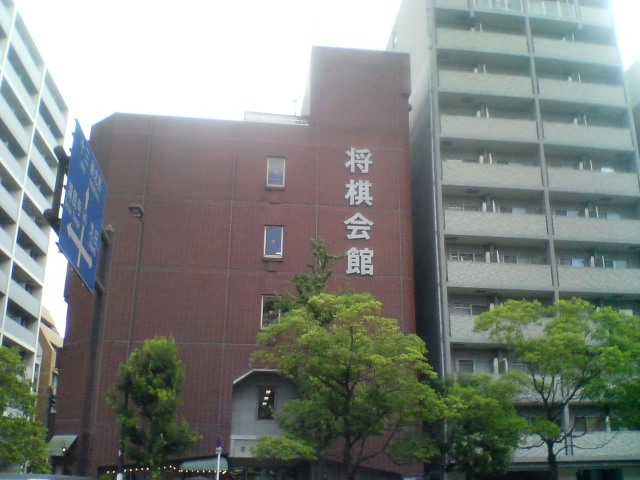
Здание Кансай Сёги Кайкан в Осаке

В англоязычной литературе в качестве названия Ассоциации, наряду с NSR (Nihon Shogi Renmei), используется также аббревиатура JSA (Japan Shogi Association).
Штаб-квартира Ассоциации (яп. 東京将棋会舘 То:кё: Сё:ги Кайкан, «Токийский Зал Сёги») находится в Сэндагая (центр Токио); имеются филиалы в Осаке и Нагое, представительства в Пекине и Шанхае. Президентом Ассоциации с июня 2023 года является Ёсихару Хабу, обладатель 7 пожизненных корон сёги.
На 24 мая 2022 года в Ассоциации состояли:
- 169 действующих сёгистов
- 64 действующие сёгистки
- 98 сёгистов в отставке
- 11 сёгисток в отставке[2].

Управление всеми делами Ассоциации (включая организацию турниров и контракты со спонсорами) осуществляется исключительно сильнейшими профессиональными сёгистами — как действующими, так и ветеранами.

## Основание
- 8 сентября 1924 года 13-м пожизненным мэйдзином Сэкинэ Киндзиро была создана Токийская ассоциация сёги (яп. 将棋体制会 Сё:ги тайсэйкай).
- В 1947 году Сёги тайсэйкай, объединившаяся с сёгистами из Кансай, была преобразована в Японскую ассоциацию сёги (яп. 日本将棋連盟 Нихон сё:ги рэммэй).

## Президенты NSR
- 1947: Ёсио Кимура, 14-й пожизненный мэйдзин (9 титулов)
- 1948: Тоити Ватанабэ, почётный 9 дан
- 1953: Нобухико Сакагути, 9 дан
- 1955: Киёси Хагивара, 9 дан
- 1957: Дзиро Като, почётный 9 дан
- 1961: Ясуо Харада, 9 дан [4]
- 1967: Нобухико Сакагути, 9 дан
- 1969: Юдзо Марута, 9 дан (2 титула)
- 1973: Дзиро Като, почётный 9 дан
- 1974: Масао Цукада, почётный 10 дан (7 титулов)
- 1977: Ясухару Ояма, 15-й пожизненный мэйдзин (80 титулов)
- 1989: Тацуя Футаками, 9 дан (5 титулов)
- 2003: Макото Накахара, 16-й пожизненный мэйдзин (64 титула)
- 2005: Кунио Ёнэнага, 9 дан (19 титулов)
- 2012: Кодзи Танигава, 17-й пожизненный мэйдзин (27 титулов)
- 2017: Ясумицу Сато, 9 дан (13 титулов)
- 2023: Ёсихару Хабу, 9 дан, 7 пожизненных титулов

## Издательская деятельность
Японская ассоциация сёги издаёт ежемесячный журнал «Мир сёги» (яп. 将棋世界 Сё:ги сэкай); в 1984—2016 годы издавала газету «Еженедельник сёги» (яп. 週刊将棋 Сю:кан сё:ги), участвует в ведении множества колонок сёги в различных центральных газетах Японии, издаёт многочисленную учебно-методическую и просветительскую литературу по сёги.